# کومودور کاکرن
کومودور کاکرن (انگلیسی: Commodore Cochran; ۲۰ ژانویهٔ ۱۹۰۲ – ۳ ژانویهٔ ۱۹۶۹) دونده اهل ایالات متحده آمریکا بود.